# نبرد افسوس (۱۱۴۷)
نبرد افسس (انگلیسی: Battle of Ephesus) در ۲۴ دسامبر سال ۱۱۴۷ میلادی و در دوران جنگهای صلیبی دوم شکل گرفت، ارتش صلیبی به رهبری لوئی هفتم پادشاه فرانسه توانست این جنگ را که توسط امپراتوری سلجوقی در منطقه سلجوقیان روم آغاز شده بود با موفقیت پشت سر بگذارد، این جنگ در حوالی شهر افسس روی داد و به همین علت بدین نام شهره گشت.

## دورنمای تاریخی
پادشاه لوئی هفتم ارتش فرانسه را در ماه مارس از سراسر اروپا عبور داد و در نهایت به منطقهٔ آسیای صغیر وارد شد، هدف اصلی این سپاه اورشلیم بود، سپاه او در امتداد خط ساحلی آسیای صغیر حرکت می‌کرد، از آنجا که قبل از وی لشکر امپراتور آلمان، کنراد سوم شکست خورده بود به همین دلیل، لوئی از نفوذ و راهپیمایی داخلی در این منطقه پرهیز می‌کرد چرا که بیش از حد خطرناک بود. در سال ۱۱۴۷ ارتش خسته از راهپیمایی وی در نزدیکی شهر باستانی افسس توقف کرد.